# Ізмаїл (релігія)
Ізмаїл, Ісмаїль, Їшмаель (івр. יִשְׁמָעֵאל — букв. переклад «Нехай почує; Господь») — син Авраама та його наложниці Агар, єгиптянки, брат Ісаака по батьку.
Про нього ангел Господній сказав: «Він буде дикий чоловік: його рука проти всіх, і рука всіх проти нього; він оселиться перед усіма своїми братами» (Бут. 16:12).
Відомо, що він оселився у Паран-пустарях, що його дружиною була єгиптянка (Бут. 21:21).
Ізмаїл помер у 137-річному віці (Бут. 35:17).
Араби називають Ізмаїла своїм пращуром. Про це свідкує частково Біблія списком поколінь Ізмаїла, і частково Коран. Також до арабів відносяться інші шість синів Авраама від жінки, яку він взяв після смерті Сари. Бог обіцяв Аврааму (Бут. 21:13) та Агарі (Бут. 21:18) вивести з нього великий народ.